# راپینو
راپینو (به ایتالیایی: Rapino) یک کومونه در ایتالیا است که در استان کییتی واقع شده‌است.

## خصوصیات
راپینو ۲۰ کیلومترمربع مساحت و ۱٬۴۷۱ نفر جمعیت دارد و ۴۲۰ متر بالاتر از سطح دریا واقع شده‌است.